# 4-fluor-L-threonin
4-Fluor-L-threonin je fluorovaný derivát aminokyseliny threoninu s antibakteriálními účinky, vytvářený bakterií Streptomyces cattleya. Vzniká působením enzymu fluorthreonintransaldolázy z fluoracetaldehydu a threoninu.